# Рота-д'Іманья
Рота-д'Іманья (італ. Rota d'Imagna) — муніципалітет в Італії, у регіоні Ломбардія,  провінція Бергамо.
Рота-д'Іманья розташована на відстані близько 500 км на північний захід від Рима, 50 км на північний схід від Мілана, 20 км на північний захід від Бергамо.
Населення — 928 осіб (2014).

Щорічний фестиваль відбувається 29 червня. Покровитель — святий Петро.

## Демографія
Населення за роками:

Станом на 1 січня 2023 року в муніципалітеті офіційно проживало 45 іноземців з 13 країн, серед них 11 громадян країн Євросоюзу та 3 громадяни України.

## Сусідні муніципалітети
- Брумано
- Корна-Іманья
- Локателло
- Сант'Омобоно-Терме